# أومالي العظيم
أومالي العظيم (بالإنجليزية: The Great O'Malley)‏ هو فيلم أبيض وأسود درامي جريمة إنتاج عام 1937 أخرجه ويليام ديترل من بطولة بات أوبراين وسيبيل جايسن وهمفري بوجارت وآن شيريدان يحكي قصة شرطي قاسٍ يربطه القدر برجل تحول إلى الجريمة فقط لمساعدة ابنته المعاقة. وهو مأخوذ عن النسخة الصامتة لفسلم صناعة أومالي عام 1925 من بطولة ميلتون سيلز ودوروثي ماكاي وهيلين رولاند.

## ملخص الفيلم
يعمل جيمس أومالي وهو شرطي صارم لا يتوانى عن أي مخالفة بسيطة للقانون، عندما يكتب مراسل الصحيفة بينكي هولدن مقالاً يسخر من هوس أومالي بالنظام، ويقوم النقيب كرومويل رئيس الشرطة من نقل جيمس أومالي للعمل كشرطي مرور. في أول يوم له في العمل، أعطى أومالي جون فيليبس مخالفة لكاتم الصوت المكسور على سيارته، دون علمه بأن فيليبس يمر في ضائقة مالية رهيبة فقد كان عاطلاً عن العمل لبعض الوقت ، ولديه زوجة وابنة معاقة تدعى باربرا، لدعمهما. يستغرق جيمس أومالي وقتًا طويلاً في كتابة تذكرته لفيليبس حتى أنه عندما وصل أخيرًا إلى العمل تم فصله بسبب تأخره، بعد ذلك يحاول فيليبس اليائس من أجل الحصول على المال أن يوقف ميدالياته الحربية، لكن الخلاف مع صاحب الرهن يؤدي إلى عراك وبعد طرده يأخذ فيليبس كل أمواله، تم القبض على فيليبس من قبل أومالي بسبب كاتم صوته الخاطئ في نفس الوقت الذي كانت فيه باربرا تتجول وأصيبت بجروح خطيرة من قبل سائق سيارة. في النهاية ، يجمع أومالي القطع معًا ويدرك الخسائر الفادحة التي ألحقها عدم الاستعداد لتقديم تنازلات لفيليبس وعائلته.

## فريق التمثيل
- بات أوبراين في دور جيمس الويسيوس أومالي
- سيبيل جايسن في دور باربرا "بابس" فيليبس
- همفري بوغارت في دور جون فيليبس
- آن شيريدان في دور جودي نولان
- فريدا إنسكورت في دور السيدة. فيليبس
- دونالد كريسب في دور النقيب كرومويل
- هنري أونيل في دور محامي دفاع
- كريج رينولدز في دور سائق سيارة
- هوبارت كافانو في دور بينكي هولدن
- جوردون هارت في دور الطبيب
- ماري جوردون في دور السيدة. أومالي
- مابل كولكورد في دور السيدة. فلاهيرتي
- فرانك شيريدان في دور الأب باتريك
- ليليان هارمر في دور الآنسة تايلور
- دلمار واتسون في دور تابي
- فرانك ريشر في دور الدكتور لارسون
- جرانفيل بيتس في دور جيك ، مالك نقابة المحامين (غير معتمد)

## روابط خارجية
- The Great O'Malley in the قاعدة بيانات الأفلام على الإنترنت
- أومالي العظيم على موقع أول موفي.
- أومالي العظيم في قاعدة بيانات تيرنر كلاسيك موفيز للأفلام.
- The Great O'Malley على فهرس معهد الفيلم الأمريكي